# مفاوضات بريكست في 2018
جرت مفاوضات بريكست في عام 2018 بين المملكة المتحدة والاتحاد الأوروبي من أجل انسحاب المملكة المتحدة من الاتحاد الأوروبي بعد استفتاء بقاء المملكة المتحدة ضمن الاتحاد الأوروبي في 23 يونيو 2016. بدأت فترة التفاوض في 29 مارس 2017 عندما قدمت المملكة المتحدة إخطار الانسحاب بموجب المادة 50 من معاهدة الاتحاد الأوروبي. تبلغ فترة التفاوض المنصوص عليها في المادة 50 سنتين منذ تاريخ الإخطار، ما لم يُتفق على تمديد المدة. في مارس 2019، تفاوضت رئيسة الوزراء البريطانية تيريزا ماي والقادة الأوروبيون من أجل تأجيل المهلة أسبوعين للسماح لبرلمان المملكة المتحدة بالموافقة على معاهدة خروج بريطانيا من الاتحاد الأوروبي، وغُير الموعد من 29 مارس 2019 إلى 12 أبريل 2019. بدأت المفاوضات بين المملكة المتحدة والاتحاد الأوروبي بشأن خروج بريطانيا من الاتحاد الأوروبي في يونيو 2017، وجرت المفاوضات التالية خلال عام 2018.

## الخط الزمني

### يناير 2018
استمرت المناقشات بشأن المسائل المعلقة ووصفت بأنها «هادئة».
في 29 يناير 2018، اعتمد المجلس الأوروبي توجيهات التفاوض ونشرَها. وتنص التوجيهات على أن مكتسبات الاتحاد الأوروبي بأكملها (الحقوق والالتزامات الملزِمة للدول الأعضاء جميعها) ستبقى سارية على المملكة المتحدة خلال الفترة الانتقالية المقترحة، وستظل المملكة المتحدة في الاتحاد الجمركي والسوق الموحدة، لكنها لن تشارك في صنع القرار في الاتحاد الأوروبي. حُدد وضع المملكة المتحدة في الخطب والمقابلات.

### فبراير 2018
عُقدت اجتماعات متعددة بين المفاوضين.

### مارس 2018
بسبب تردد المملكة المتحدة بشأن مسألة الحدود الأيرلندية، قال توسك في مارس 2018 «نحن نعلم اليوم أن حكومة المملكة المتحدة ترفض وضع حدود جمركية وتنظيمية في البحر الأيرلندي، والسوق الموحدة للاتحاد الأوروبي، والاتحاد الجمركي». وقال توسك إن المحادثات لا يمكن أن تمضي مع وجود هذه المسألة، ويجب حلها أولًا.
في قرار مارس 2018، توقع أعضاء البرلمان الأوروبي اتفاقية بين الاتحاد الأوروبي والمملكة المتحدة تحمي إطار العلاقات التجارية القائمة بين الاتحاد الأوروبي والدول الثالثة مع الحفاظ على نظام تعريفة وحصص مضبوط وقواعد مَنشأ للمنتجات إزاء الدول الثالثة، مع ترتيبات انتقالية متوافقة تمامًا مع التزامات منظمة التجارة العالمية لتجنب تعطيل العلاقات التجارية مع الدول الثالثة.
في 19 مارس، جرى الاتفاق على الفترة الانتقالية، ولكنها لن تُصبح ملزمة قانونًا إلا بعد التصديق على اتفاق أوسع بشأن الانسحاب: «لا يُتفق على أي شيء حتى يُتفق على كل شيء».
في 19 مارس، نُشرت نسخة من الوثيقة تبين النصوص المتفق عليها بالأخضر. (وافق عليها 75%).
- تشمل النصوص بالأخضر حقوق المواطنين والتسوية المالية.
- تتعلق النصوص بالأبيض بالتعاون في الشرطة والقضاء.
- بالأصفر: اتفاق على حدود أيرلندا الشمالية وهو ما اتُفق عليه في ديسمبر ولكن لا يتضح ما يمكن أن يعنيه ذلك في الممارسة العملية.[12]

كان التطور الغريب في هذا الإصدار هو إغفال الحديث عن الحقوق المتعلقة بحرية التنقل للمواطنين البريطانيين الذين يعيشون في الخارج على أساس تلك الحقوق. القسم الذي نصَّ سابقًا على إلغاء تلك الحقوق، وهو المادة 32، حُذف من الاتفاق، وبقيت الإشارات إليه في أجزاء أخرى من الوثيقة.

### يونيو 2018
في 10 يونيو 2018، مهد رئيس الوزراء الأيرلندي ليو فارادكار الطريق لمفاوضات يونيو من خلال تأجيل مسألة الحدود الأيرلندية إلى حين إتمام اتفاق خروج بريطانيا من الاتحاد الأوروبي النهائي في أكتوبر 2018.
في 19 يونيو 2018، نشرت المملكة المتحدة والاتحاد الأوروبي بيانًا مشتركًا يحدد اتفاقات على مستوى المفاوضين. وأشاد ميشيل بارنييه «بتفاني والتزام» فرق التفاوض، وقال إن تقدمًا في قضايا مثل الجمارك وضريبة القيمة المضافة والاتفاق النووي الأوروبي قد تحقق.
يسمح قانون الاتحاد الأوروبي (الانسحاب) لعام 2018 الذي سرى في المملكة المتحدة في 26 يونيو 2018، ومشروعا قانون وصلا إلى البرلمان متعلقان بالتجارة العالمية والتجارة الحدودية بعد الانسحاب، بنتائج مختلفة مع عدم وجود تسوية تفاوضية. مُرر مشروعا القانون من مجلس العموم إلى مجلس اللوردات في يوليو 2018.

### يوليو 2018
في 6 يوليو، أعلنت الحكومة البريطانية أن مجلس الوزراء وافق على ضرورة اقتراح «منطقة تجارة حرة بين المملكة المتحدة والاتحاد الأوروبي تؤسس قواعد مشتركة للسلع الصناعية والمنتجات الزراعية» [دون الخدمات] بعد خروج بريطانيا من الاتحاد الأوروبي. وقبل أيام، ألمحَ كبار المسؤولين في الاتحاد الأوروبي إلى أن اقتراح عضوية «جزئية» في السوق الأوروبية الموحدة لن يكون موضع ترحيب. قبل اجتماع مجلس الوزراء في تشيكرز في 6 يوليو، صرح بارنييه أن الاتحاد الأوروبي سيقبل وضع اتفاقية تجارية مع المملكة المتحدة إذا لم تضر بالسوق الأوروبية الموحدة. وقال إن الاتحاد الأوروبي لن يتراجع عن خطوطه الحمر بشأن السوق الموحدة، والتي «لا ينبغي ولا ينبغي أبدًا اعتبارها سوقًا كبيرة. إنها حياة اقتصادية وثقافية واجتماعية، وينبغي تطويرها بكل أبعادها». في 10 يوليو 2018، أعلن بارنييه أن 80% من اتفاقية خروج بريطانيا من الاتحاد الأوروبي قد اكتملت الآن.
نشرت الحكومة «خطة تشيكرز» في 12 يوليو. وردًا على بيان وزير الخارجية عن الموضوع، قال المتحدث باسم المعارضة إن من العار عرض الخطة على وسائل الإعلام من الساعة 9 صباحًا دون أن تُعرض على النواب إلا بعد ساعات. تمت الخطة في اجتماع لمجلس الوزراء البريطاني عُقد في تشيكرز في 6 يوليو. استقال وزير شؤون بريكست ديفيد ديفيز بسبب الاتفاق في 8 يوليو، وتبعه وزير الخارجية السابق بوريس جونسون في اليوم التالي، قائلًا إن الحكومة سمحت أن يحل «ضباب الشك بالنفس» في مفاوضاتها.
خلال زيارة رئيس الولايات المتحدة دونالد ترامب إلى المملكة المتحدة في 13 يوليو، نُشر تعليق أدلى به في مقابلة حصرية مع صحيفة ذه صن، قائلًا إن المملكة المتحدة لن تحصل على صفقة تجارية مع الولايات المتحدة إذا تقدمت خطة رئيسة الوزراء، على نطاق واسع في وسائل الإعلام. في وقت لاحق من نفس اليوم قال ترامب، في مؤتمر صحفي مشترك مع ماي في تشيكرز، إن رئيسة الوزراء كانت «تؤدي عملًا رائعًا» في منصبها، وإن التقارير المعاكسة «أخبار مزيفة»، وهو يريد صفقة «عادلة» مع المملكة المتحدة، واشتكى من الحواجز التجارية للاتحاد الأوروبي والتعريفات الجمركية على السيارات، وقال إن الولايات المتحدة خسرت 151 مليار دولار للاتحاد الأوروبي.
مع استمرار المفاوضات، أكدت الحكومة البريطانية في مجلس العموم في 19 يوليو أن المملكة المتحدة ستغادر الاتحاد الأوروبي في 29 مارس 2019، كما هو مذكور في قانون الانسحاب والكتاب الأبيض. عُقد الاجتماع الأول لدومينيك راب، وزير شؤون بريكست البريطاني المعين حديثًا، مع كبير مفاوضي الاتحاد الأوروبي، ميشيل بارنييه، لاحقًا في نفس اليوم (19 يوليو 2018) في بروكسل. اقترح راب لقاء بارنييه طوال شهر أغسطس «لتكثيف» المحادثات، بينما أصرت المملكة المتحدة والاتحاد الأوروبي على أن التوصل إلى اتفاق بحلول الخريف بشأن الانسحاب البريطاني في مارس 2019 ما زال مطروحًا بقوة.